# Niklas Skoog
Niklas Skoog (ur. 15 czerwca 1974 w Göteborgu) – szwedzki piłkarz grający na pozycji napastnika. W marcu 2009 zakończył karierę piłkarską.
W 2004 sięgnął po mistrza Szwecji z zespołem Malmö FF. W 1995 i 2003 był królem strzelców w najwyższej klasie rozgrywkowej.